# Santa-Lucia-di-Moriani
 Santa-Lucia-di-Moriani  là một xã ở tỉnh Haute-Corse trên đảo Corse, Pháp. Xã này có diện tích 6,22 km², dân số năm 1999 là 1003 người. Khu vực này có độ cao 240 mét trên mực nước biển.